# Lista över insjöar i Lidköpings kommun
Detta är en lista över sjöar i Lidköpings kommun baserad på sjöns utloppskoordinat. Om någon sjö saknas, kontrollera grannkommunens lista eller kategorin Insjöar i Lidköpings kommun.

## Lista
| Namn           | Koordinat                                     | Sjöid         | VYID | Yta (km²) | Strandlinje (km) | Höjd (m) | Maxdjup (m) | Volym (m³) | HARO   | Natura 2000 |
| -------------- | --------------------------------------------- | ------------- | ---- | --------- | ---------------- | -------- | ----------- | ---------- | ------ | ----------- |
| Lindärvadammen | 58°26′11″N 13°12′17″Ö / 58.43633°N 13.20481°Ö | 648219-134813 |      |           |                  |          |             |            | 108000 |             |
| Sandsjön       | 58°27′17″N 12°47′55″Ö / 58.45475°N 12.79865°Ö | 648523-132451 |      |           |                  |          |             |            | 108000 |             |